# Dolichopeza (Nesopeza) kashongensis
Dolichopeza (Nesopeza) kashongensis is een tweevleugelige uit de familie langpootmuggen (Tipulidae). De soort komt voor in het Oriëntaals gebied.